# Georgios Maniakes
Georgios Maniakes († 1043 poblíž Soluně) byl byzantským generálem a vzdorocísařem v letech 1042 až 1043.
Maniakes byl stratégem thematu Teluch, když v roce 1030 Roman III. utrpěl porážku v boji s Araby. Krátce poté se Arabové objevili před Teluchem a požadovali kapitulaci města. Maniakes si vyžádal jeden den na rozmyšlenou. Arabské vojáky nechal pohostit vínem a chlebem a když usnuli, byli byzantskými vojáky zmasakrováni, přičemž jim byly odříznuty uši a nosy, které pak byly poslány jako dar císaři. Maniakes byl na to jmenován katepanem a dále pokračoval ve vedení války s Araby. V roce 1032 dobyl Edessu, jedno z klíčových center východního křesťanství, což mu zajistilo nehynoucí slávu.
Na počátku roku 1038 se stal velitelem výpravy na Sicílii, připravované z podnětu císaře Michaela IV. Tažení se zúčastnil také císařův švagr Stefanos. Byzantské vojsko vyslané na tuto výpravu se skládalo z vojáků varjažské gardy, která byla v této době vedena Haraldem Hardradou, pozdějším norským králem, a také z normanských žoldnéřů. V létě téhož roku vojsko dorazilo na ostrov. Tažení bylo zpočátku úspěšné: Po krátkém obléhání byly dobyty pevnosti Messina a Rometta a Byzantinci získali kontrolu nad klíčovou silnicí k Palermu. O dva roky později Maniakes dobyl také Syrakusy. Protože si ale tropil posměšky ze Stefana, obvinil jej Stefanos ze zrady proti císaři, takže Maniakes byl povolán do Konstantinopole, kde byl uvězněn. Tažení tak pro něj skončilo. Po jeho odchodu se situace rychle zhoršila a Byzantinci museli ostrov nakonec opustit. Přestože Sicílie byla znovu ovládnuta Araby, Maniakesovy vojenské úspěchy inspirovaly později Normany k vlastní invazi na ostrov.
Po smrti Michaela IV. byl Maniakes propuštěn a v roce 1042 se v hodnosti katepana vrátil zpět do Itálie, kde měl bojovat proti Normanům a Langobardům. Dosáhl přitom nad nimi vítězství v bitvě u Monopole. V téže době byly ale jeho pozemky v Anatolii vydrancovány jeho osobním nepřítelem Romanem Sklerem, jenž byl bratrem milenky císaře Konstantina IX. Skleros kromě toho také znásilnil Maniakovu manželku. Současně Skleros intrikoval proti vojevůdci u císaře, který Maniaka nakonec povolal zpět do Konstantinopole. Rozkaz k návratu a zprávu o znásilnění své ženy obdržel Maniakes ve stejný moment. Rozzuřený generál se proto nechal svými vojáky provolat císařem a přesunul své vojsko na druhý břeh Jaderského moře. Při postupu na Soluň narazil na císařské vojsko u místa jménem Ostrovo. Přestože v bitvě samotné zvítězil, byl smrtelně zraněn a zanedlouho na to skonal.